# 富久山自動車学校
株式会社富久山自動車学校（ふくやま じどうしゃがっこう）は、福島県郡山市富久山町福原に本社を置く自動車教習所を運営する企業。愛称はFDS。

## 取得できる免許
指定自動車教習所で取得できる第一種運転免許から第二種運転免許（大型・普通）の免許が取得できる(郡山市内では唯一の大型自動車、牽引自動車、大型第二種の教習校である)。また、各免許の組み合わせによるダブル免許もできるため、車種の組み合わせによって2つないし3～4つの免許を取得できることもある。

## 沿革
- 1964年（昭和39年）8月26日、開設、代表取締役に長井龍雄が就任
- 1969年（昭和44年）7月、廣度寺住職鬼生田俊英が代表に就任
- 2009年（平成21年）1月、鬼生田顕英が代表に就任、鬼生田俊英は会長就任
- 2022年（令和4年）12月、鬼生田俊英遷化、
- 2024年（令和6年）2月、リアライズコーポレーション取締役筒井祐智が代表に就任

## 所在地
福島県郡山市富久山町福原字水穴1

## アクセス
- 郡山駅（JR東日本）からスクールバスで15分